# Леппинг, Джордж
Сэр Джордж Джереа Деннис Леппинг (англ. George Gerea Dennis Lepping, 22 ноября 1947, Шортленд, протекторат Британские Соломоновы острова — 24 декабря 2014, Хониара, Соломоновы Острова) — генерал-губернатор Соломоновых Островов (1988—1994).

## Биография
Получил местное образование и поступил на государственную службу.
- 1968 г. — в департаменте сельского хозяйства,
- 1979—1980 гг. — заместитель министра сельского хозяйства,
- 1981—1984 гг. — министр внутренних дел,
- 1988—1994 гг. — генерал-губернатор Соломоновых островов.

Был награждён Большим крестом ордена Святого Михаила и Святого Георгия.
В марте 2010 г. был назначен председателем организационного комитета, проводившегося Секретариатом Тихоокеанского сообщества фестиваля тихоокеанских искусств, состоявшегося в мае 2012 года на Соломоновых островах.